# 1917 en Saskatchewan
Chronologie de la Saskatchewan
- 1913
- 1914
- 1915
- 1916
- 1917
- 1918
- 1919
- 1920
- 1921

Cette page concerne des événements d'actualité qui se sont produits durant l'année 1917 dans la province canadienne de la Saskatchewan.

## Politique
- Premier ministre : William Melville Martin
- Chef de l'Opposition :
- Lieutenant-gouverneur : sir Richard Stuart Lake
- Législature :

## Événements
- 26 juin : élection générale saskatchewanaise. Les libéraux de William Melville Martin remportent cette élection.

- 20 octobre : remaniement du gouvernement :

| Fonction                                              | Titulaire | Titulaire                          | Parti   |
| ----------------------------------------------------- | --------- | ---------------------------------- | ------- |
| Président du conseil exécutif Ministre de l'Éducation |           | William Melville Martin            | Libéral |
| Ministre de l'Agriculture                             |           | William Richard Motherwell         | Libéral |
| Procureur général Secrétaire Provincial               |           | William Ferdinand Alphonse Turgeon | Libéral |
| Ministre des Routes                                   |           | Samuel John Latta                  | Libéral |
| Ministre des Affaires municipales                     |           | George Langley                     | Libéral |
| Trésorier provincial Ministre des Chemins de fer      |           | Charles Avery Dunning              | Libéral |
| Ministre des Travaux publics                          |           | Archibald Peter McNab              | Libéral |
| Ministre des Téléphones                               |           | George Alexander Bell              | Libéral |

## Naissances
- 21 juillet : Roger G. Motut (né à Hoey et mort le 6 février 2013 (à 95 ans)[1] à Leduc en Alberta) est un enseignant et écrivain canadien franco-albertain et fransaskois.